# Philodryas patagoniensis
La culebra del pastizal, patagónica, parejera o ratonera (Philodryas patagoniensis) es una especie serpiente de la familia Colubridae. Se distribuye por Brasil, Bolivia, Paraguay, Argentina, Uruguay.

## Descripción
La coloración general es en tonos de azul, generalmente oscuros y poco brillantes. De todos modos el patrón de coloración es muy variable, al igual que el diseño. Principalmente en crías se observan series de manchas definidas, oscuras a lo largo del cuerpo, tanto sobre los flancos como en la región dorsal.  El vientre es claro, blanquecino. Mide aproximadamente 1,5 m.[cita requerida]
Es una especie venenosa, con una dentición opistoglifa. Son poco frecuente los casos de mordeduras de esta serpiente, aunque las consecuencias de estos pueden llegar a ser graves. Los síntomas son parecidos a los del envenenamiento por las víboras del género Bothrops, lo que lleva a que se suministre al paciente con suero antibothrópico sin que esto sea necesario. Los síntomas más graves son hemorragia, mionecrosis, dermonecrosis y edema.

## Comportamiento

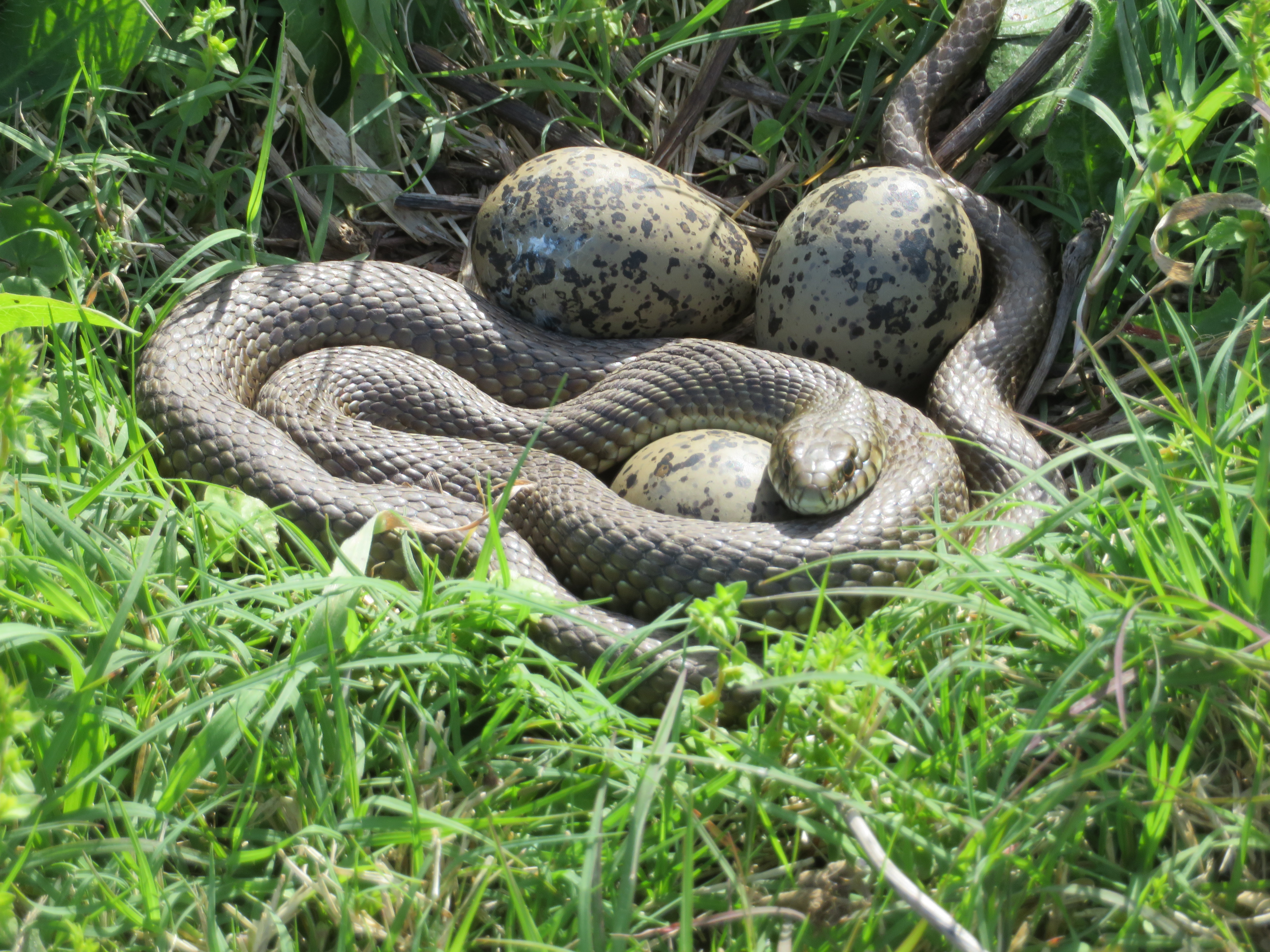
Buscando alimento.

Se refugian bajo piedras y troncos. Se han hallado muchos ejemplares tomando sol sobre rocas. Al intentar atraparla se muestra agresiva, aunque siempre trata de  huir y refugiarse bajo rocas o arbustos antes que una confrontación. Es de hábitos crepusculares y nocturnos.[cita requerida] Se alimenta de ranas, sapos, lagartijas, culebras incluyendo las de su misma especie, pichones, ratones y arañas.[cita requerida]
Los machos alcanzan la madurez hacia el final del primer año, con una longitud de 0,50 m, mientras que las hembras llegan a la madurez con un tamaño de hasta 0,75 m. Las hembras ponen entre 10 y 15 huevos entre los meses de noviembre y diciembre. Los juveniles nacen en enero (con un tamaño de unos 20 cm aproximadamente). A temperaturas de 30 °C la incubación dura 57 días.